# Saint-Victor-de-Morestel
Pour les articles homonymes, voir Saint-Victor.
Saint-Victor-de-Morestel est une commune française située dans le département de l'Isère, en région Auvergne-Rhône-Alpes.
Paroisse de la province royale du Dauphiné durant l'Ancien Régime, la commune est adhérente à la communauté de communes Les Balcons du Dauphiné dont le siège est fixé à Arandon-Passins.

## Géographie

### Situation et description
Le village de Saint-Victor-de-Morestel est une commune à l'aspect rural qui se positionne au nord-est de la petite agglomération de Morestel dans le département français de l'Isère, dans la région naturelle du Bas-Dauphiné, dénommé également sous le terme de Nord-Isère.

### Climat
Pour des articles plus généraux, voir Climat d'Auvergne-Rhône-Alpes et Climat de l'Isère.
En 2010, le climat de la commune est de type climat océanique altéré, selon une étude du Centre national de la recherche scientifique s'appuyant sur une série de données couvrant la période 1971-2000. En 2020, Météo-France publie une typologie des climats de la France métropolitaine dans laquelle la commune est exposée à un climat de montagne ou de marges de montagne et est dans la région climatique  Alpes du nord, caractérisée par une pluviométrie annuelle de 1 200 à 1 500 mm, irrégulièrement répartie en été. 
Pour la période 1971-2000, la température annuelle moyenne est de 11,6 °C, avec une amplitude thermique annuelle de 18,1 °C. Le cumul annuel moyen de précipitations est de 1 100 mm, avec 10,2 jours de précipitations en janvier et 7,1 jours en juillet. Pour la période 1991-2020, la température moyenne annuelle observée sur la station météorologique de Météo-France la plus proche, « Montagnieu », sur la commune de Montagnieu à 11 km à vol d'oiseau, est de 12,4 °C et le cumul annuel moyen de précipitations est de 1 099,9 mm,. Pour l'avenir, les paramètres climatiques de la commune estimés pour 2050 selon différents scénarios d'émission de gaz à effet de serre sont consultables sur un site dédié publié par Météo-France en novembre 2022.

### Hydrographie
Le Rhône borde la partie nord-est du territoire communal.

### Voies de communication
L’autoroute la plus proche est l'autoroute A43, une voie autoroutière qui relie l'agglomération lyonnaise à Modane. La sortie la plus proche de Morestel est la sortie no 9, située à 16 km de la ville, au sud de la ville de La Tour-du-Pin.

### Transports publics
Depuis la disparition de la ligne de Chemin de fer de l'Est de Lyon et la fermeture de la gare de Morestel, la gare ferroviaire la plus proche est la gare de La Tour-du-Pin, desservie par des trains TER Auvergne-Rhône-Alpes.

## Urbanisme

### Typologie
Au 1er janvier 2024, Saint-Victor-de-Morestel est catégorisée commune rurale à habitat dispersé, selon la nouvelle grille communale de densité à sept niveaux définie par l'Insee en 2022.
Elle est située hors unité urbaine. Par ailleurs la commune fait partie de l'aire d'attraction de Morestel, dont elle est une commune de la couronne,. Cette aire, qui regroupe 3 communes, est catégorisée dans les aires de moins de 50 000 habitants,.

### Occupation des sols
L'occupation des sols de la commune, telle qu'elle ressort de la base de données européenne d’occupation biophysique des sols Corine Land Cover (CLC), est marquée par l'importance des territoires agricoles (64,8 % en 2018), une proportion sensiblement équivalente à celle de 1990 (65,1 %). La répartition détaillée en 2018 est la suivante : 
zones agricoles hétérogènes (50,2 %), forêts (24,9 %), zones urbanisées (8,6 %), prairies (8,2 %), terres arables (6,4 %), eaux continentales (1,6 %). L'évolution de l’occupation des sols de la commune et de ses infrastructures peut être observée sur les différentes représentations cartographiques du territoire : la carte de Cassini (XVIIIe siècle), la carte d'état-major (1820-1866) et les cartes ou photos aériennes de l'IGN pour la période actuelle (1950 à aujourd'hui).

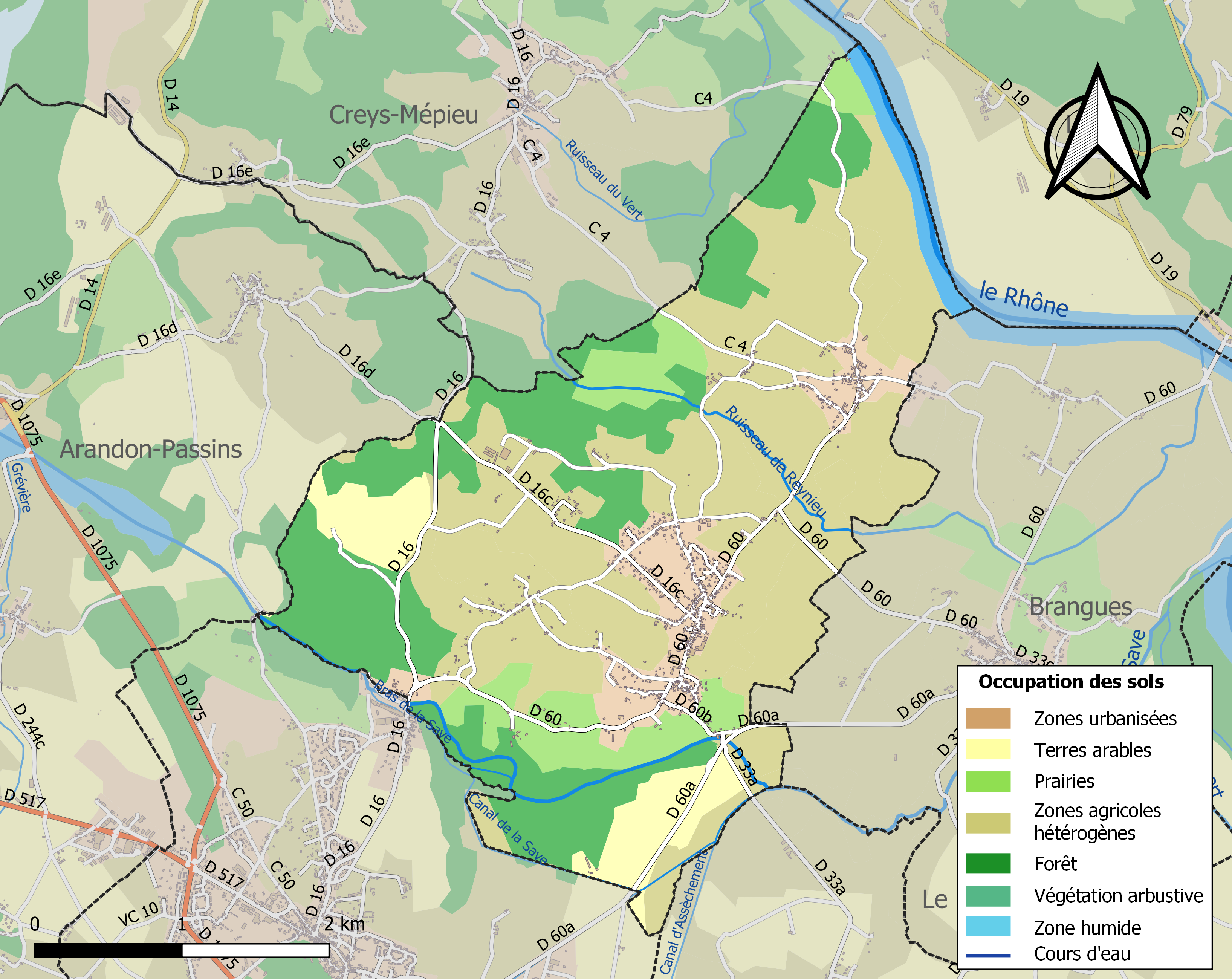
Carte des infrastructures et de l'occupation des sols de la commune en 2018 (CLC).

### Risques naturels et technologiques majeurs

#### Risques sismiques
L'ensemble du territoire de la commune de Saint-Victor-de-Morestel est situé en zone de sismicité n°3 (sur une échelle de 1 à 5), comme la plupart des communes de son secteur géographique.
| Type de zone | Niveau            | Définitions (bâtiment à risque normal) |
| ------------ | ----------------- | -------------------------------------- |
| Zone 3       | Sismicité modérée | accélération = 1,1 m/s2                |

## Toponymie
L'origine du nom de la commune est lié à deux termes différents :
- Saint-Victor

en référence à saint Victor, martyr chrétien du début du IVe siècle
- Morestel (lié au nom de la commune voisine)

Mor signifierait « morceau rocheux d'une montagne » (la commune s'étant développée sur un promontoire rocheux vulgairement appelé aujourd'hui rocher de Morestel, très abrupt qui accueille à son sommet la tour médiévale du XIIe siècle).
Estel signifierait  « un petit cours d'eau, un fossé » (en l'occurrence le ruisseau de la Bordelle, un petit ruisseau à peine plus large qu'un fossé qui court au pied des remparts et qui se jette aujourd'hui dans le canal de Morestel au niveau de l'entrée de la Zone Industrielle).

## Histoire

### Antiquité et Moyen Âge
La région de Morestel se situe dans la partie occidentale du territoire antique des Allobroges, ensemble de tribus gauloises occupant l'ancienne Savoie, ainsi que la partie du Dauphiné, située au nord de la rivière Isère.
Après la victoire définitive des romains de Fabius Maximus, les Allobroges furent soumis aux Romains, et leur territoire forma le premier noyau de la Province transalpine Provincia ulterior (ou Gallia ulterior) qui comprenait tous les peuples gaulois situés dans les régions comprises entre le Rhône et les Alpes.
Avant la chute de l'Empire romain, Morestel appartenait au Pagus Viennensis, qui plus tard deviendra le comitatus Viennensis.

## Politique et administration

### Intercommunalité
Saint-Victor de Morestel fut une commune adhérente la communauté de communes du Pays des Couleurs, créée fin 2000. Celle-ci fusionne avec ses voisines le 1er janvier 2017 pour former, le1er janvier 2017, la communauté de communes Les Balcons du Dauphiné.

### Liste des maires
| Période                                  | Période          | Identité         | Étiquette | Qualité                |
| ---------------------------------------- | ---------------- | ---------------- | --------- | ---------------------- |
| janvier 1997                             | 2013             | Albert Ray       |           |                        |
| 2013                                     | 12 décembre 2016 | Roger Caparros   |           | Retraité               |
| décembre 2016,                           | En cours         | Frédérique Luzet |           | Conceptrice-rédactrice |
| Les données manquantes sont à compléter. |                  |                  |           |                        |

## Population et société

### Démographie
L'évolution du nombre d'habitants est connue à travers les recensements de la population effectués dans la commune depuis 1793. Pour les communes de moins de 10 000 habitants, une enquête de recensement portant sur toute la population est réalisée tous les cinq ans, les populations de référence des années intermédiaires étant quant à elles estimées par interpolation ou extrapolation. Pour la commune, le premier recensement exhaustif entrant dans le cadre du nouveau dispositif a été réalisé en 2007.

En 2022, la commune comptait 1 142 habitants, en évolution de +4,1 % par rapport à 2016 (Isère : +3,07 %, France hors Mayotte : +2,11 %).
| 1793 | 1800 | 1806 | 1821 | 1831 | 1836 | 1841 | 1846 | 1851 |
| ---- | ---- | ---- | ---- | ---- | ---- | ---- | ---- | ---- |
| 585  | 615  | 601  | 724  | 830  | 822  | 886  | 934  | 943  |

| 1856 | 1861 | 1866 | 1872 | 1876 | 1881 | 1886 | 1891 | 1896 |
| ---- | ---- | ---- | ---- | ---- | ---- | ---- | ---- | ---- |
| 953  | 982  | 976  | 963  | 927  | 870  | 840  | 833  | 831  |

| 1901 | 1906 | 1911 | 1921 | 1926 | 1931 | 1936 | 1946 | 1954 |
| ---- | ---- | ---- | ---- | ---- | ---- | ---- | ---- | ---- |
| 741  | 733  | 663  | 633  | 611  | 561  | 543  | 570  | 552  |

| 1962 | 1968 | 1975 | 1982 | 1990 | 1999 | 2006  | 2007  | 2012  |
| ---- | ---- | ---- | ---- | ---- | ---- | ----- | ----- | ----- |
| 541  | 515  | 525  | 637  | 768  | 849  | 1 067 | 1 098 | 1 105 |

| 2017  | 2022  | - | - | - | - | - | - | - |
| ----- | ----- | - | - | - | - | - | - | - |
| 1 092 | 1 142 | - | - | - | - | - | - | - |

### Enseignement
La commune est rattachée à l'académie de Grenoble.

### Médias
Historiquement, le quotidien à grand tirage Le Dauphiné libéré consacre, chaque jour, y compris le dimanche, dans son édition du Nord-Isère, un ou plusieurs articles à l'actualité à la communauté de communes, quelquefois à la commune, ainsi que des informations sur les éventuelles manifestations locales, les travaux routiers, et autres événements divers à caractère local.
La commune est située sur l'aire de diffusion de radio Ici Isère, une radio publique qui émet sur tout le territoire du département de l'Isère.

### Cultes
La communauté catholique et l'église de la commune dépendent de la paroisse « Saint-Pierre du Pays des Couleurs » qui regroupe vingt-sept églises de la région du nord-Isère.
Le siège de l'église protestante unie de France pour le Nord-Isère est situé à Bourgoin-Jallieu.

## Culture et patrimoine

### Lieux et monuments
- Église paroissiale Saint-Victor de Saint-Victor-de-Morestel
- Le monument aux morts communal se présente sous la forme d'un simple pilier commémoratif surmonté d'un coq avec une référence aux morts de la Première guerre mondiale[25]

### Sites naturels
- Réserve naturelle nationale du Haut-Rhône français

### Personnalités liées à la commune
- Émile Trolliet (1856-1903), poète.
- Emmanuel Ruben (né en 1980), écrivain ayant grandi à Saint-Victor et à Morestel[26].

### Héraldique
|  | Saint-Victor-de-Morestel possède des armoiries dont l'origine et le blasonnement exact ne sont pas disponibles. |